# Intel 8257

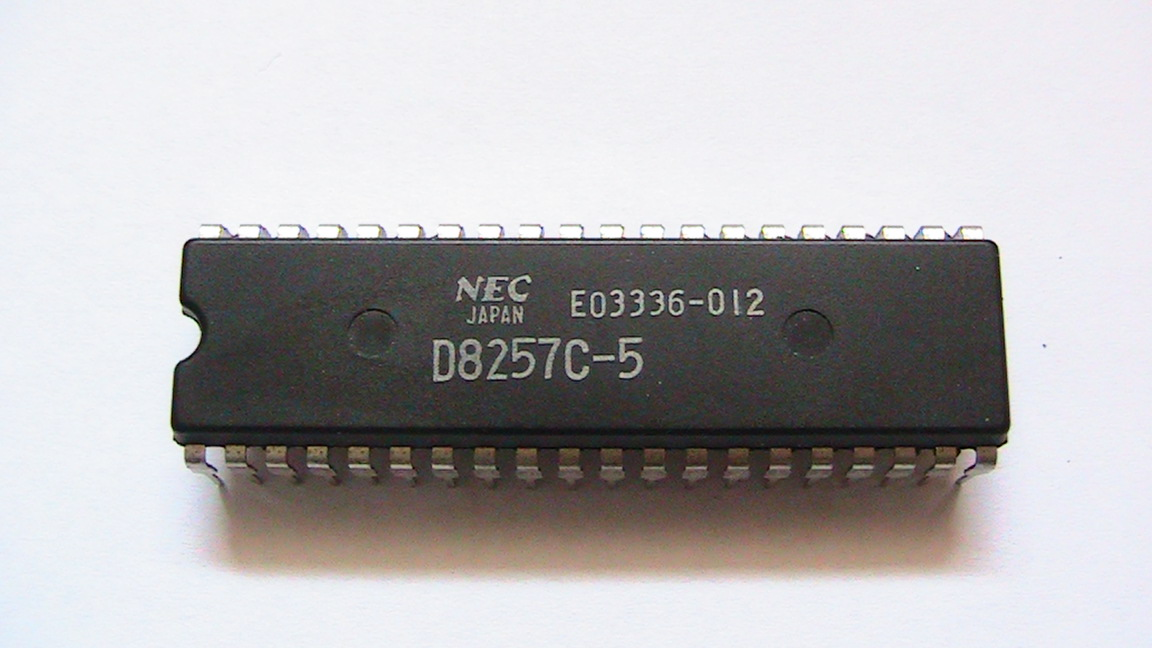
µPB8257C-5 der Firma NEC

Der Intel 8257 ist ein programmierbarer DMA-Steuerungsbaustein für 8-Bit-Mikrocontroller.
Der 8257 unterstützt mit vier DMA-Kanälen die schnelle Übertragung von Daten von externen Bauteilen oder Speichern in den Systemspeicher ohne weitere Einbeziehung der CPU. Die schnellere Variante 8257-5 ist geeignet für die Intel-8080/8085-Prozessor-Familie. Der Baustein wird im 40-Pin-DIL-Gehäuse geliefert. Er wurde u. a. an NEC und Siemens lizenziert.
Eine Weiterentwicklung ist der 8237, der u. a. in den ersten IBM-PCs eingesetzt wurde.